# MoMA PS1
Le MoMA PS1 (anciennement P.S. 1 Contemporary Art Center, ou plus communément P.S.1) est l'un des plus grands et anciens musées consacrés uniquement à l'art contemporain aux États-Unis. Il est situé à New York dans l'arrondissement de Queens. Fondé en 1976, dans les anciens locaux d'une public school (d'où l'acronyme P.S.), ce musée est affilié depuis 2000 au Museum of Modern Art de New York.Ivana Franke (en)

## Histoire
Le P.S.1 est créé en 1971 par Alanna Heiss. Il prend ses sources dans une organisation fondée cinq ans plus tôt The Institute for Art and Urban Resources, ayant pour mission de réhabiliter les bâtiments abandonnés de New York en ateliers d'artistes et lieux d'expositions. Le P.S.1 promeut pendant une vingtaine d'années les artistes les plus importants de la scène américaine et internationale. 
En octobre 1997, P.S.1 rouvre après trois années de fermeture au public, qui ont permis de rénover le site avec un projet de l'architecte Frederick Fisher (en) au coût de 8,5 millions de dollars. Les espaces d'exposition sont passés de 7 800 m2 à 11 600 m2, les salles augmentées en nombre sur deux étages, et une galerie extérieure a été créée. 
En février 1999, l'affiliation au MoMA a été annoncée pour mutualiser les fonds et les ressources financières des deux institutions. Le musée fut rebaptisé MoMA PS1 en 2010. 

## Artistes
Liste d'artistes ayant exposé ou travaillé avec le P.S.1 :
- Kimsooja : Kim Sooja: A Needle Woman (2001)[4].
- Vanessa Beecroft : VB08 Lotte im Kampf mit den Bergen (1994, performance).
- Meriem Bennani : Fly (2016)
- Ivana Franke (en) : Full Empty Space (2001)
- Granular-Synthesis (Kurt Hentschlager & Ulf Langheinrich) : Form (2000)[5]

## Programmes éducatifs du P.S.1
- Young Architects Program, est une compétition annuelle de jeunes architectes.
- Warm-up, est un festival annuel de musique.
- WPS1, est la radio internet du P.S.1, de 2004 à 2009.